# Walidacja (system kwalifikacji)
Walidacja (ang. validation) – wieloetapowy proces sprawdzania efektów uczenia się uzyskanych przez osobę oraz ich potwierdzania przez uprawniony organ.
Definicja jest spójna z definicją podaną w Zaleceniu Parlamentu Europejskiego i Rady z dnia 23 kwietnia 2008 roku w sprawie ustanowienia europejskich ram kwalifikacji dla uczenia się przez całe życie, w Zaleceniu z 18 czerwca 2009 roku w sprawie ustanowienia systemu ECVET oraz w Zaleceniu Rady z dnia 20 grudnia 2012 roku w sprawie walidacji uczenia się pozaformalnego i nieformalnego.
Walidacja może pełnić dwojaką funkcję:
1. stanowić element procesu nadawania kwalifikacji jako podstawa do certyfikacji,
2. funkcjonować samodzielnie jako bilans kompetencji posiadanych przez daną osobę.

## Walidacja jako element procesu nadawania kwalifikacji
Najważniejszym aspektem walidacji jako elementu procesu nadawania kwalifikacji jest weryfikacja efektów uczenia się oraz sprawdzenie ich zgodności z wymaganiami dla danej kwalifikacji. Zgodnie z Zaleceniem Rady Europejskiej z 20 grudnia 2012 roku w sprawie walidacji uczenia się pozaformalnego i nieformalnego można wyróżnić następujące etapy walidacji jako elementu procesu nadawania kwalifikacji:
1. Identyfikacja efektów uczenia się – rozpoznanie przez jednostkę wiedzy, umiejętności i kompetencji społecznych, które zdobyła w dotychczasowym procesie uczenia się. Identyfikacja powinna przebiegać ze wsparciem doradcy walidacyjnego (profesjonalnego konsultanta), który pozwala wskazać już nabyte i potwierdzone efekty uczenia się, efekty uczenia się, które wymagają potwierdzenia, a także ewentualne braki, które należy uzupełnić w procesie uczenia się.
2. Dokumentacja efektów uczenia się – zgromadzenie dowodów związanych z nabytymi efektami uczenia się, na przykład w formie portfolio, na które składają się certyfikaty, zaświadczenia o odbytych praktykach/stażach/itd., próbki pracy, opis zadań zawodowych realizowanych na danym stanowisku, rekomendacje pracodawcy, nagrania wideo ukazujące stosowanie danych umiejętności w praktyce itp.
3. Weryfikacja efektów uczenia się – proces oceny, czy osoba posiada zidentyfikowane i udokumentowane na wcześniejszych etapach efekty uczenia się, oraz zestawienie tych efektów uczenia się z wymaganiami niezbędnymi do zdobycia danej kwalifikacji.
4. Potwierdzenie efektów uczenia się – potwierdzone mogą zostać zarówno wszystkie, jak i część efektów uczenia się składających się na kwalifikację. Rezultatem potwierdzenia może być przyznanie kwalifikacji (certyfikacja), w niektórych przypadkach – punktów (np. ECTS lub ECVET), ewentualnie rezultat potwierdzenia efektów uczenia się może przyjąć inną stosowną formę[5].

## Walidacja jako bilans kompetencji (ang. skills audit)
Walidacja nie musi zawsze prowadzić do uzyskania konkretnej kwalifikacji – może służyć szerokiej diagnozie kompetencji posiadanych przez daną osobę. Sporządzenie bilansu kompetencji polega na zidentyfikowaniu i przeanalizowaniu wiedzy, umiejętności i kompetencji społecznych danej osoby, ze szczególnym uwzględnieniem jej uzdolnień i motywacji. Proces ten ma pomóc jednostce w przeprowadzeniu analizy własnej kariery, ocenie swojej pozycji na rynku pracy i zaplanowaniu własnej ścieżki zawodowej. Efektem bilansu kompetencji może być plan rozwoju zawodowego, plan reorientacji zawodowej lub projekt szkolenia. W niektórych przypadkach bilans kompetencji może stanowić narzędzie identyfikacji i dokumentacji w procesie uzyskiwania kwalifikacji.

## Walidacja w Zintegrowanym Systemie Kwalifikacji (ZSK)
Walidacja to jeden z ważniejszych aspektów funkcjonowania Zintegrowanego Systemu Kwalifikacji (ZSK). Stanowi integralny element procesu zdobywania kwalifikacji wpisanej do Zintegrowanego Rejestru Kwalifikacji jako podstawa dla certyfikacji. Przez certyfikację w ZSK rozumiane jest wydanie przez upoważnioną do tego instytucję formalnego dokumentu, stwierdzającego, że uczący się osiągnął określoną kwalifikację znajdującą się w rejestrze. Zintegrowany System Kwalifikacji nie wyklucza przy tym stosowania walidacji, której celem jest dokonanie bilansu kompetencji. Szczególna rola walidacji w ZSK wiąże się przede wszystkim z przyjęciem rozwiązań, które umożliwiają potwierdzenie efektów uczenia się uzyskanych poza systemem edukacji formalnej, np. przez udział w szkoleniach, wolontariacie czy w wyniku własnych doświadczeń. Rozwiązania te obejmują w szczególności stosowanie metod weryfikacji dobranych odpowiednio do sposobu, w jaki dana osoba uzyskała efekty uczenia się. Niemniej istotnym elementem walidacji jest określenie kompetencji praktyków walidacyjnych (osób prowadzących proces). Kwestią, którą należy brać pod uwagę projektując proces walidacji są również zasoby organizacyjne i materialne niezbędne do przeprowadzenia procesu.